# فرزاد سپه‌وند
فرزاد سپه‌وند (زادهٔ ۵ ژوئیهٔ ۱۹۸۶ ‏(۳۸ سال)) ورزشکار پارالمپیک اهل ایران است که در رشته پرتاب دیسک فعالیت می‌کند.
وی در مسابقات کشوری و بین‌المللی در مجموع برندهٔ ۲ مدال طلا‌ و ۲ مدال برنز شده‌است.

## در پارالمپیک
او در مسابقات پارالمپیک لندن ۲۰۱۲ میلادی، با پرتابی به طول ۵۸ متر و ۳۹ سانتیمتر پس از پرتاب‌گرانی از آمریکا و بریتانیا به مقام سوم و نشان برنز دست یافت.

## زندگی
سپهوند متولد سال ۱۳۶۵ در خرم‌آباد است.